# Joe Knipp
Joe Knipp (* 21. September 1954 in Köln) ist ein deutscher Autor, Sänger, Theaterregisseur und Theaterleiter. Seit Gründung 1987 ist er Künstlerischer Leiter des privaten Theaters am Sachsenring (TAS) in Köln.

## Leben und Werk
Joe Knipp wuchs in seinem Geburtsort Köln auf. Seine Eltern waren beide Schauspieler, während er sich nach eigener Aussage zunächst weniger fürs Theater und mehr für Malerei interessierte. Gleichwohl gehörte Knipp der Theater AG seines Gymnasiums an und spielte 1972 den Thomas Münzer in Martin Luther & Thomas Münzer von Dieter Forte. Nach seiner schulischen Ausbildung, die er 1974 mit dem Abitur beendete, studierte er ab 1976 Malerei, Zeichnung, Film und Regie. Nach Abschluss seines Studiums war er unter anderem ab 1982 als Zeichner und Karikaturist für das politische Satiremagazin pardon tätig.
Seit 1972 arbeitete Knipp als Sänger und Texter mit dem aus Neuwied stammenden Komponisten und Gitarristen Albrecht Zummach zusammen und trat gemeinsam mit ihm als Chanson-Duo auf. 1984 erweiterte sich das Duo um den Vibraphonisten Clemens Dreyer, der wie Zummach an der Kölner Musikhochschule studiert hatte, zur Band Zinnober, die seither in gleicher Besetzung spielt: Joe Knipp (Texte, Gesang), Albrecht Zummach (Komposition, Gitarre) und Clemens Dreyer (Vibraphon). Das Trio gab deutschlandweit Gastspiele mit seinen deutschsprachigen Chansons und tourte vor allem in den 1980er Jahren durch die Republik. Nach einer 12-jährigen Pause hatte die Band 1998 ihr Comeback und gibt seitdem wieder Konzerte, wie zum Beispiel in Köln im Alten Pfandhaus oder im Roten Salon.
Gemeinsam mit Hannelore Honnen gründete Knipp 1980 in der rheinland-pfälzischen Kreisstadt Neuwied das Freie Theater Neuwied. Zu seinen dortigen Inszenierungen gehören u. a. die 1978 im Neuwieder Carmen-Sylva-Garten aufgeführte Bauernoper von Yaak Karsunke und das 1980 auf dem Neuwieder Luisenplatz gezeigte Stück Der Dra-Dra von Wolf Biermann.
Sieben Jahre später verlagerten Knipp und Honnen ihre gemeinsame Theaterarbeit in die nordrhein-westfälische Metropole Köln und gründeten dort im Januar 1987 das Theater am Sachsenring (TAS), das beide seither gemeinsam als Privattheater betreiben. Die am Sachsenring in der Kölner „Südstadt“ gelegene Bühne, die zuvor als Saxi geführt wurde, bietet rund 90 Sitzplätze. Seit Gründung hat Joe Knipp die künstlerische Leitung des TAS inne, während Hannelore Honnen seither für die Geschäftsführung sowie für Bühnenbild und Kostüme verantwortlich ist und zudem Bühnenstücke für das TAS dramaturgisch bearbeitet oder teils auch selbst schreibt.
2001 wurde Knipp zum Vorsitzenden der Kölner Theaterkonferenz gewählt. Mit dem neuen Vorstand begründete er im selben Jahr die erste „Theaternacht“ in Köln, die Vorbild für Theaternächte in ganz Deutschland wurde. 2005 trat er nach Kritik an der Förderpolitik der Stadt Köln vom Amt zurück.
Infolge der 2005 erfolgten Kürzung und vielfacher Streichung von kommunalen Fördergeldern für die freie Theaterszene in Köln geriet auch das davon mit betroffene TAS in finanzielle Schwierigkeiten und musste Ende 2009 für ein Jahr seine Produktionen und den Theaterbetrieb einstellen. 2011 konnten die beiden Gesellschafter mit eigenen Mitteln und privaten Sponsoren das TAS wiedereröffnen und Knipp inszenierte zum Neubeginn die Komödie Traumfrau, verzweifelt gesucht des in Köln lebenden britischen Autors, Schauspielers und Regisseurs Tony Dunham (* 1956), mit dem er bereits mehrmals zusammengearbeitet hatte. Seit Herbst 2011 gibt es am TAS wieder einen regulären Spielplan.
Neben der künstlerischen Leitung des TAS engagierte Knipp sich in der Ausbildung von Schauspielern sowie im Bereich „Theater und Schule“. So hatte er unter anderem regelmäßig Schüler und Schulklassen zu Gast im TAS, betreute an verschiedenen Schulen in Köln und anderen nordrhein-westfälischen Städten Inszenierungen von und mit Schülern, leitete seit Anfang der 2000er Jahre Theaterworkshops und war 2012/13 als Dozent an der Theaterakademie Köln tätig.
Joe Knipp lebt und arbeitet in Köln.

## Auszeichnungen
- 1999: Preis der Deutschen Schallplattenkritik in der Sparte Song/Chanson, gemeinsam mit Clemens Dreyer und Albrecht Zummach als Band Zinnober für die CD Schnee von Gestern[3]
- 2000: Kulturpreis der Stadt Neuwied, zur Ehrung des Komponisten Albrecht Zummach und des Texters Joe Knipp
- 2003: Kölner Theaterpreis für die Inszenierung Das Fest (Bühnenadaption des Films Das Fest von Thomas Vinterberg und Mogens Rukov) im Theater am Sachsenring[10]

## Inszenierungen (Auswahl)
- 1992: Erstes Solo-Kabarett des Kabarettisten Thomas Reis: Als die Männer noch Schwänze hatten
- 1993: Lieutenant Gustl (Arthur Schnitzler) im Theater am Sachsenring (TAS)
- 1994: Idioten, nach dem Roman Bouvard und Pécuchet (Gustave Flaubert/Hannelore Honnen) im TAS – nominiert für den Kölner Theaterpreis
- 1998: Stumm – Die frühen Jahre Hollywoods (Tony Dunham) im TAS – nominiert für den Kölner Theaterpreis
- 2001: echt brecht (Tony Dunham) im Kölner Theater am Reichenspergerplatz
- 2003: Das Fest, Bühnenadaption des Films Das Fest (Thomas Vinterberg/Mogens Rukov) im TAS – ausgezeichnet mit dem Kölner Theaterpreis 2003;[10]
Abschluss-Gastspiel 2005 im Schauspiel Köln, Spielstätte Schlosserei[11]
- 2005: Verwanzt (Tracy Letts) im VIVA-Studio im Kölner Mediapark
- 2006: Mann ist Mann (Bertolt Brecht) im TAS
- 2007: Lieblingsmenschen (Laura de Weck) im TAS
- 2008: Für alle Fälle Fritz (Theaterrevue von Joe Knipp/Albrecht Zummach) im TAS
- 2009: Gefährliche Liebschaften (Pierre-Ambroise-François Choderlos de Laclos) im TAS
- 2011: Traumfrau, verzweifelt gesucht (Tony Dunham) im TAS
- 2011: Hamlet (William Shakespeare) im TAS
- 2012: Szenen einer Ehe, Bühnenadaption des Films Szenen einer Ehe (Ingmar Bergman) im TAS
- 2012: Groß und klein (Botho Strauß) im Akademietheater Köln
- 2013: Gibt’s ein Leben über 40? (Komödie von Thomas Reis) im TAS
- 2013: Peer Gynt (Henrik Ibsen) im TAS
- 2014: Satisfaktion II – Lustschiffer (Marcel Duchamp/Hannelore Honnen) im TAS
- 2014: Hedda Gabler (Henrik Ibsen) im TAS
- 2015: Dracula (Bram Stoker/Sabine Dissel) im TAS
- 2015: Der Gott des Gemetzels (Yasmina Reza) im TAS
- 2016: Prinz Friedrich von Homburg (Heinrich von Kleist) im TAS
- 2016: Junggesellen-Abschied für die Kabarettspielstätte Alma Hoppes Lustspielhaus in Hamburg
- 2016: Ab jetzt (Alan Ayckbourn) im TAS
- 2016: 100 Jahre Dada (Marcel Duchamp/Hugo Ball/Emmy Hennings/Hannelore Honnen) im TAS

## Veröffentlichungen
Tonträger
- Thomas Reis (Kabarettist); Joe Knipp (Regie): Ein Schwein wird Metzger. Die Metamorphose einer Generation. Kabarett. Live im Mainzer Forum-Theater Unterhaus. Con-Anima-Verlag, Düsseldorf 1998, ISBN 3-931265-16-1 (CD, mit Beilage).
- Thomas Reis; Joe Knipp (Regie): So wahr ich Gott helfe. Kabarett. Con-Anima-Verlag, Düsseldorf 2001, ISBN 3-931265-31-5 (CD, mit Beilage).
- Thomas Reis; Joe Knipp (Regie): Gibt’s ein Leben über 40? Live im Düsseldorfer Kom(m)ödchen am 17. April 2004. Con-Anima-Verlag, Düsseldorf 2004, ISBN 3-931265-46-3 (2 CDs, mit Faltblatt).
- Thomas Reis; Joe Knipp (Regie): Machen Frauen wirklich glücklich? Kabarett. Live in der Comedia, Köln. Con-Anima-Verlag, Düsseldorf 2008, ISBN 978-3-931265-73-1 (2 CDs, mit Booklet).
- Thomas Reis; Joe Knipp (Regie): … und sie erregt mich doch! Kabarett. Live im Kom(m)ödchen, Düsseldorf im Mai 2013. Con-Anima-Verlag, Düsseldorf 2013, ISBN 978-3-944304-02-1 (2 CDs, mit Booklet).